# 블록케이드 (비디오 게임)
블록케이드는 그렘린 인더스트리스가 개발하고 1976년 11월에 발매한 모노크롬 아케이드 비디오 게임이다. 이는 소위 "스네이크 게임"으로 알려진 게임들 중 초기작이었다. 레인 하욱, 애고 키스, 밥 페카레로가 디자인했으며 일본에서는 1977년 타이토에 의해 배포되었다.

## 게임 플레이
위, 아래, 오른쪽, 왼쪽으로 이동하며 길이를 키우며 뱀이 벽이나 CPU에 의해 조작되는 다른 뱀에 닿지 않아야 한다. 만약 플레이어가 벽이나 CPU에 조작되는 다른 뱀에 닿게 되면, 상대방이 점수를 얻는다. 한 플레이어가 6승을 거두면 게임이 종료된다.

## 평가
블록케이드는 1976년 11월 AMOA 쇼에서 처음 시연되었으며, 아타리가 남코와 함께 제작한 전자회로식 레이싱 게임 F-1과 함께 전시회에서 가장 화제가 된 아케이드 게임 2개 중 하나였다. Play Meter 지는 게임 플레이의 단순성을 칭찬했다.

## 유산
소위 "스네이크 게임"이라는 장르로서 성장했으며 1977년 발리 아스트로케이드의 게임 '체크메이트'와 1978년 아타리의 '서라운드', TRS-80 컬러 컴퓨터 게임 '웜'과 같은 게임이 등장했다.
블록케이드는 당시 뱀이나 벌레를 언급하지 않았지만, 1982년부터 'Nibbler' , 'Snake Byte'와 같은 많은 아류작들이 생겨났고 1997년 Nokia 휴대폰에서 이를 단순화 한 '스네이크'가 나오면서 대중화되었다.
미드웨이의 트론에서 나온 불빛 순환 기술이 사용되면서 블록케이드 게임의 변형들이 나타났으며, 이들 스타일의 게임들은 때때로 트론 또는 "라이트 사이클(불빛 순환 기술)형 게임 이라고 부르게 되었다.